# خوسيه بالما
خوسيه بالما هو كاتب فلبيني، ولد في 3 يونيو 1876 في توندو ‏ في الفلبين، وتوفي في 12 فبراير 1903 في مانيلا في الفلبين.

## وصلات خارجية
- خوسيه بالما على موقع الموسوعة البريطانية (الإنجليزية)